# Un ragazzo perduto - Le avventure di Huckleberry Finn
Un ragazzo perduto - Le avventure di Huckleberry Finn (Совсем пропащий) è un film del 1973 diretto da Georgij Nikolaevič Danelija.

## Trama
Huckleberry Finn è un ragazzo che fa amicizia con uno schiavo fuggito. I due intraprendono un viaggio attraverso le distese selvagge del Mississippi e sperimentano così tante incredibili avventure.